# Liste der Biografien/Malb
Liste der Biografien |
Portal Biografien |
Personensuche
# |
A |
B |
C |
D |
E |
F |
G |
H |
I |
J |
K |
L |
M |
N |
O |
P |
Q |
R |
S |
T |
U |
V |
W |
X |
Y |
Z |
?
 
Ma |
Mb |
Mc |
Md |
Me |
Mf |
Mg |
Mh |
Mi |
Mj |
Mk |
Ml |
Mm |
Mn |
Mo |
Mp |
Mq |
Mr |
Ms |
Mt |
Mu |
Mv |
Mw |
Mx |
My |
Mz
 
Maa |
Mab |
Mac |
Mad |
Mae |
Maf |
Mag |
Mah |
Mai |
Maj |
Mak |
Mal |
Mam |
Man |
Mao |
Map |
Maq |
Mar |
Mas |
Mat |
Mau |
Mav |
Maw |
Max |
May |
Maz
 
Mala |
Malb |
Malc |
Mald |
Male |
Malf |
Malg |
Malh |
Mali |
Malj |
Malk |
Mall |
Malm |
Maln |
Malo |
Malp |
Malq |
Malr |
Mals |
Malt |
Malu |
Malv |
Malw |
Maly |
Malz
Die Liste der Biografien führt alle Personen auf, die in der deutschsprachigen Wikipedia einen Artikel haben. Dieses ist eine Teilliste mit 24 Einträgen von Personen, deren Namen mit den Buchstaben „Malb“ beginnt.

## Malb

### Malba
- Malbaša, Nikola (* 1977), serbischer Fußballspieler
- Malbašić, Filip (* 1992), serbischer Fußballspieler
- Malbašić, Veljko (* 1961), jugoslawischer Fußballspieler

### Malbe
- Malbeck, Jürgen (* 1974), deutscher Basketballspieler
- Malberg, Hans Joachim (1896–1979), deutscher Kinder- und Jugendbuchautor
- Malberg, Henrik (1873–1958), dänischer Theater- und Filmschauspieler
- Målberg, Leif (* 1945), schwedischer Fußballspieler und -trainer
- Malberg, Peter (1887–1965), dänischer Schauspieler und Setdesigner
- Malbert, Albert (1914–1972), französischer Filmschauspieler

### Malbi
- Malbim (1809–1879), orthodoxer Rabbiner, Gegner der Reformbewegung
- Malbin, Michael J. (* 1943), US-amerikanischer Politikwissenschaftler und Hochschullehrer

### Malbl
- Malblanc, Alfred, französischer Romanist und Germanist
- Malblanc, Julius Friedrich von (1752–1828), deutscher Rechtswissenschaftler und Hochschullehrer

### Malbo
- Malbois, Albert (1915–2017), französischer Geistlicher und römisch-katholischer Bischof von Corbeil
- Malbon, Fabian (* 1946), britischer Vizeadmiral und Politiker
- Malbone, Edward (1777–1805), US-amerikanischer Porträtist und Miniaturenmaler
- Malbone, Francis (1759–1809), US-amerikanischer Politiker
- Malbora, Aslıhan (* 1995), türkische Schauspielerin

### Malbr
- Malbran, Lisca (1925–1946), deutsche Schauspielerin
- Malbrán, Manuel Ernesto (1876–1942), argentinischer Diplomat
- Malbran, Werner (1900–1980), deutscher Schauspieler, Regisseur, Drehbuchautor, Synchronautor und Filmproduzent
- Malbranc, Michael (* 1953), deutscher Fußballschiedsrichter
- Malbranque, Steed (* 1980), französischer Fußballspieler

### Malby
- Malby, George R. (1857–1912), US-amerikanischer Jurist und Politiker